# کیپل، ساری
کیپل (به انگلیسی: Capel) یک روستا و محله مدنی در بریتانیا است که در Mole Valley واقع شده‌است. کیپل ۲۶٫۱۴ کیلومتر مربع مساحت و ۳٬۸۳۲ نفر جمعیت دارد.